# Onciale 0167
- Papyrus
- Onciale
- Minuscules
- Lectionnaire

Le Codex 0167, portant le numéro de référence 0167 (Gregory-Aland), est un manuscrit du Nouveau Testament sur parchemin écrit en écriture grecque onciale.

## Description
Le codex se compose d'une folio. Il est écrit en deux colonnes, de 12 lignes par colonne. Les dimensions du manuscrit sont 28 x 25 cm. Les paléographes datent ce manuscrit du VIIe siècle,.
C'est un manuscrit contenant le texte incomplet de l'Évangile selon Marc (4,24-29.37-41; 6,9-11.13-14.37-39.41.45). 
Le texte du codex représenté est de type mixte. Kurt Aland le classe en Catégorie III. 
Lieu de conservation
Il est actuellement conservé à la Katholieke Universiteit Leuven (Sect. des Mss., frg. Omont no. 8).